# Vereeniging
Vereeniging je mesto v Južnoafriški republiki z nekaj več kot 350.000 prebivalci. Je eno od pomembnejših industrijskih središč v državi. Ime naselja izhaja iz afrikanske oz. nizozemske besede za zvezo/združenje.
Med drugo bursko vojno so v Vereenigingu Britanci postavili koncentracijsko taborišče. Tu je bila 31. maja 1902 podpisana mirovna pogodba, s katero se je končala druga burska vojna. Po njej so bili zagotovljeni bursko priznanje britanske prevlade, uporaba afrikanskega jezika v šolah in na sodiščih, civila uprava, ki je vodila k samoupravi, ustanovitev komisije za repatriacijo in trije milijoni funtov kot nadomestilo za škodo, ki je bila v času vojne povzročena na burskih kmetijah.